# Fabre d'Églantine
Fabre D’Églantine (Limoux, 28. prosinca 1750. – Pariz, 5. travnja 1794.) bio je francuski pjesnik, komediograf i političar.

## Životopis
Bio je član republikanskog Konventa. Sastavio je republikanski kalendar s novim nazivima za mjesece i dane. Napisao je više komedija, od kojih je najpoznatija „Molièreov Philinte ili nastavak Mizantropa” (Le Philinte de Molière ou la Suite du Misanthrope; 1790.).
Fabre je također autor popularne pučke romance „Il pleut, il pleut, bergère!”. Prijateljevao je s Dantonom i Desmoulinsom, s kojima je zajedno i giljotiniran.